# کارل-گوستاف ناب
کارل-گوستاف ناب (فنلاندی: Carl-Gustaf Nabb؛ زادهٔ ۹ سپتامبر ۱۹۳۶) بازیکن فوتبال اهل فنلاند بود.
وی همچنین در تیم ملی فوتبال فنلاند بازی کرده‌است.